# Halófita

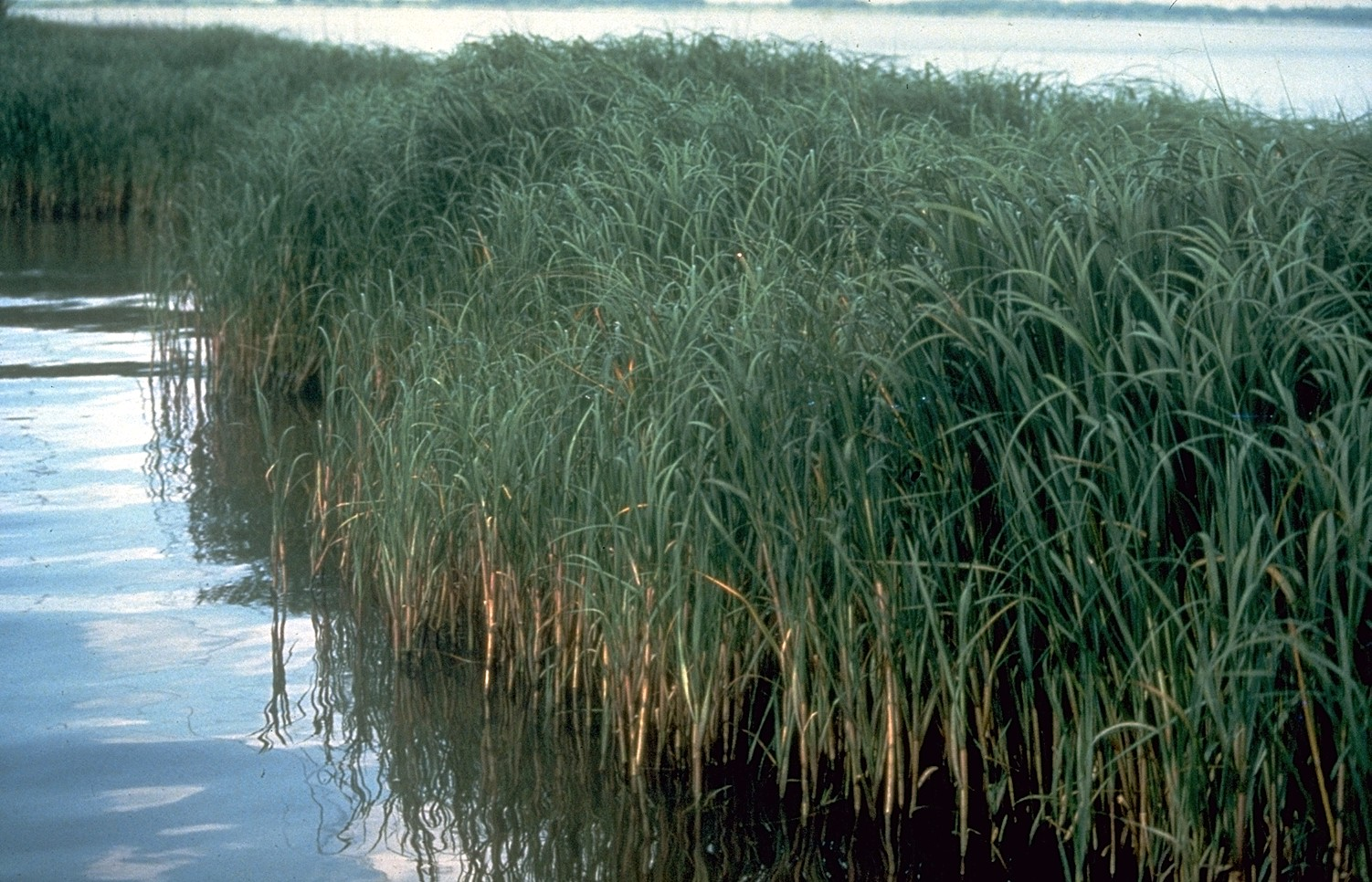
Spartina alterniflora, uma planta halófita

Em botânica, especialmente do ponto de vista da ecologia, denominam-se halófitas as plantas que, sendo essencialmente terrestres, estão adaptadas a viverem no mar ou próximo dele, sendo tolerantes à salinidade. A sua tolerância pode atingir até cerca de 15 g de cloreto de sódio por litro, equivalente a metade da concentração da água do mar. Essas plantas absorvem, por exemplo, o cloreto de sódio em altas taxas, acumulando-o em suas folhas para estabelecer um equilíbrio osmótico com o baixo potencial da água presente no solo.
Um exemplo de plantas halófitas são as que vivem nos manguezais. Algumas espécies de árvores deste ecossistema têm raizes aéreas, através das quais absorvem o oxigénio do ar, para a sua respiração.
A grande maioria das espécies de plantas são glicófitas, que não são tolerantes ao sal e são facilmente danificadas pela alta salinidade.

## Classificação
Os halófitos podem ser classificados de várias maneiras. De acordo com  'Stocker'  (1933), é principalmente de 3 tipos, viz.
1. Aqua-halines
- Halófitos Emergentes (a maior parte da haste permanece acima do nível da água)
- Hidro-halófitos (planta inteira ou quase inteira permanece debaixo d'água)

2. terrestres-halines
- Hygro-halófitos (crescem em terras pantanosas)
- Mesohalophytes (crescer em terras não-pantanosas, não secas)
- Xero-halófitos (crescem em terras secas ou principalmente secas)

3. Aero-halines

Mais uma vez, de acordo com  'Iversen'  (1936), essas plantas são classificadas em relação à salinidade do solo em que crescem.
1. Oligo-halófitos (quantidade de NaCl no solo é de 0,01 a 0,1%)
2. Meso-halófitos (quantidade de NaCl no solo é de 0,1 a 1%)
3. Euhalófitas (quantidade de NaCl no solo é> 1%)